# Perro tshuktshorum
Perro tshuktshorum är en spindelart som först beskrevs av Kirill Yeskov och Yuri M. Marusik 1991.  Perro tshuktshorum ingår i släktet Perro och familjen täckvävarspindlar. Inga underarter finns listade i Catalogue of Life.